# Oberto
Oberto, conde de San Bonifacio (título original en italiano, Oberto, Conte di San Bonifacio) es una ópera en dos actos con música de Giuseppe Verdi y libreto de Temistocle Solera, basada en otro preexistente por Antonio Piazza, probablemente llamado Rocester. Fue la primera ópera de Verdi, escrita a lo largo de un período de cuatro años y estrenada en Teatro alla Scala, Milán, el 17 de noviembre de 1839. La obra evidencia una gran influencia de Rossini.
La producción de La Scala disfrutó de "un buen éxito" y el empresario del teatro, Bartolomeo Merelli, encargó otras dos óperas al joven compositor.

## Historia
Esta ópera rara vez se representa en la actualidad; en las estadísticas de Operabase aparece con solo 4 representaciones para el período 2005-2010. El estreno británico no tuvo lugar hasta el 8 de abril de 1965, y solo en una versión de concierto en el St Pancras Town Hall. No se representó escénicamente hasta el 17 de febrero de 1982 en el Teatro Bloomsbury en Londres. Su estreno estadounidense no tuvo lugar hasta el 18 de febrero de 1978 en el Teatro Amato en Nueva York, aunque la Ópera de San Diego se atribuye el estreno estadounidense en marzo de 1985.
En tiempos modernos, se han dado representaciones ocasionales. Mientras que se pretende que Vincent La Selva (ahora de la Grand Opera de Nueva York) es el responsable de la primera representación estadounidense de la ópera en 1986, fue luego presentada como parte de su ciclo "Viva Verdi", desde 1994 cuando iniciaron las representaciones de todas las óperas del compositor. 
Opera North ofreció varias representaciones de Oberto durante su temporada 1994-5 con John Tomlinson tanto dirigiendo como interpretando el rol titular. La Royal Opera House, Covent Garden, dio representaciones de concierto en junio de 1997 con Denyce Graves como Cuniza.  Tres compañías de ópera, con planes de representar todas las óperas de Verdi antes del bicentenario de su nacimiento en 2013, han presentado funciones de esta ópera recientemente. La Ópera de Sarasota presentó Oberto en 2001; la Asociación Bilbaína de Amigos de la Opera (ABAO) en Bilbao, España, ofreció representaciones en enero de 2007, de las que se ha editado un DVD; y el Teatro Regio de Parma la presentó en octubre de 2007 como parte de su "Festival Verdi".

## Personajes
| Personaje                               | Tesitura     | Reparto el 17 de noviembre de 1839 Director: Eugenio Cavallini |
| --------------------------------------- | ------------ | -------------------------------------------------------------- |
| Oberto (Conde de San Bonifacio)         | bajo         | Ignazio Marini                                                 |
| Leonora (hija de Oberto)                | soprano      | Antonietta Marini-Rainieri                                     |
| Riccardo (Conde de Salinguerra)         | tenor        | Lorenzo Salvi                                                  |
| Cuniza (prometida de Riccardo)          | mezzosoprano | Mary Shaw                                                      |
| Imelda (confidente de Cuniza)           | mezzosoprano | Marietta Sacchi                                                |
| Nobles, damas, sirvientes, pueblo, etc. |              |                                                                |

## Argumento
En Bassano del Grappa en 1228, cerca del castillo de Ezzelino da Romano, algunos caballeros festejan al conde Riccardo di Salinguerra, y lo acompañan al castillo donde va a casarse con Cuniza, hermana de Ezzelino. Poco después llega Leonora, hija del conde Oberto de San Bonifacio, que, seducida por Riccardo, quiere impedir las bodas. También llega su padre, que la ha seguido para protegerla y vengarla. Oberto y la hija son recibidos por Cuniza, a la cual Leonora confiesa lo ocurrido entre ella y Riccardo. Cuniza promete que la ayudará a obtener justicia, y después de conducir a Oberto a una estancia vecina, reúne a sus partidarios. Hace llamar a su prometido, y le muestra a Leonora, pero el conde, sin inmutarse, declara haber abandonado a la joven porque le era infiel. Mientras Leonora protesta indignada, irrumpe Oberto, que jura matar a Riccardo. Cuniza, convencida de la buena fe de Leonora, confía a una doncella que sacrificará su amor para obligar al conde de Salinguerra a casarse con Leonora. Mientras tanto, sin embargo, Oberto busca a Riccardo para batirse en duelo, Riccardo intenta evitar el encuentro, pero Oberto se lanza contra él y el otro le contesta. En ese momento llegan Leonora y Cuniza, y Cuniza ordena a Riccardo que se case con Leonora. Sin dejarse ver, Oberto propone al rival que finja consentir, pero le advierte que lo esperará en un bosque cercano para continuar el encuentro. 
Un grupo de caballeros oyen golpes de espadas que provienen del bosque y se precipitan allí, pero justo en ese momento Oberto cae, herido de muerte. Riccardo, dominado por los remordimientos, huye desesperado mientras llegan Cuniza y poco después Leonora, que ha descubierto el cuerpo de su padre. Cuniza consuela a la joven prometiéndole amistad y protección, pero Leonora, sintiéndose responsable de todo lo ocurrido, decide entrar en un convento para dedicarse a una vida de expiación de sus pecados.